# Fantasyland Provincial Park
Fantasyland Provincial Park är en park i Kanada.   Den ligger i provinsen Prince Edward Island, i den östra delen av landet, 1 000 km öster om huvudstaden Ottawa. Fantasyland Provincial Park ligger 10 meter över havet.
Terrängen runt Fantasyland Provincial Park är platt. Havet är nära Fantasyland Provincial Park åt nordost. Trakten är glest befolkad. Närmaste större samhälle är Montague, 18,3 km norr om Fantasyland Provincial Park. 